# Tu veneno (píseň)
Tu Veneno je singl z alba Tu veneno uruguayské zpěvačky Natalie Oreiro.

## Informace o singlu
Je to první singl z alba Tu veneno, vydaný byl 26. června 2000. Singl se stal ihned hitem Latin Music Billboard . Do Argentinské Singles TOP 100 Chart se píseň dostala 9. 7. 2000 a začala na 17. místě. Ihned po týdnu se však stala hitem . V hitparádě se Tu Veneno drželo neuvěřitelných 36 týdnů, až do 4. 3. 2001. Tu Veneno singl se stal také velkým hitem i ve Španělsku, Itálii a dalších zemích Evropy.[zdroj?]